# Rhizobium
Rhizobium, ryzobia - ekologiczna grupa Gram-ujemnych, tlenowych, nieprzetrwalnikujących, urzęsionych pałeczek o niewielkich rozmiarach (0,5–0,9 x 1,2–3,0 μm). Ryzobia dzielą się na "stare" czyli rodzaje: Bradyrhizobium, Azorhizobium, Mesorhizobium, Rhizobium i Ensifer oraz "nowe" czyli rodzaje: Burkholderia, Devosia, Cupravidus, Ochrobactrum, Microvirga, Methylobacterium, Phyllobacterium i Shinella. "Nowe" ryzobia obejmują taksony które w wyniku horyzontalnego transferu genów nabrały umiejętności do asymilacji azotu atmosferycznego. Ryzobia współżyją z roślinami motylkowymi w mutualistycznej relacji. Powodują one powstanie brodawek na korzeniach tych roślin. Do komórek korzenia bakterie dostają się przez specjalną strukturę - nić infekcyjną. Po infekcji dzielą się intensywnie, pobudzając komórki gospodarza do szybkiego wzrostu, który prowadzi do powstania brodawek. Po dostaniu się do wnętrza komórek roślinnych przechodzą zmiany metaboliczne stając się tzw. bakteroidami i w tej formie dopiero zaczynają asymilować azot atmosferyczny. Różowe zabarwienie brodawek świadczy o procesie wiązania azotu. Największa intensywność wiązania występuje przed kwitnieniem. Bakteria wiążąca N2 przetwarza go w NH3 lub aminokwas glutaminę i w tej postaci przekazuje komórkom roślinnym. Roślina dostarcza bakterii związki węgla i zapewnia warunki rozwoju. 
Część zasymilowanego przez bakterie azotu zasila glebę, i z tej przyczyny rośliny motylkowate są ważnym elementem w płodozmianie, uprawia się także jako zielony nawóz.
Etapy kolonizacji ryzosfery przez Rhizobium; ważniejsze geny bakteryjne; etapy symbiozy
1. Korzeń wydziela do otoczenia cząsteczki flawonoidów - substancji będących atraktantami dla bakterii.
2. Flawonoidy indukują u bakterii Rhizobium ekspresję genów nod kontrolujących proces tworzenia brodawek, czyli brodawkowanie (nodulację).
3. Następuje synteza białek Nod produkujących specyficzne lipooligosacharydy Nod (tzw. czynnik Nod).
4. Czynniki Nod wywołują u rośliny deformację włośników korzeniowych, tworzenie pierwotnych (merystematycznych) tkanek brodawki oraz indukcję genów uczestniczących w asymilacji azotu w komórkach rośliny.
5. W późniejszych stadiach kształtowania się brodawki zaktywowane zostają bakteryjne geny nif i fix, odpowiedzialne za przebieg procesów infekcji (tworzenie nici infekcyjnej) i wiązania N2 przez bakterie.
6. Po zakończeniu kwitnienia gospodarza proces symbiozy słabnie; pula węglowodanów odprowadzanych do brodawek spada, co prowadzi do degeneracji bakteroidów i ich hydrolizy przez enzymy rośliny-gospodarza. 